# استان ریفت ولی
استان ریفت ولی یا استان درهٔ کافتی (به لاتین: Rift Valley Province) یکی از استان‌های کنیا بوده.

## خصوصیات
استان ریفت ولی ۱۸۲٬۵۰۵٫۱ کیلومترمربع مساحت و ۱۰٬۰۰۶٬۸۰۵ نفر جمعیت داشت.